# Francisca Hornos Mata
Francisca Hornos Mata (Jaén, 1 de noviembre de 1960) es una arqueóloga y conservadora del Patrimonio en el Cuerpo Superior Facultativo de la Junta de Andalucía, antigua directora del Museo de Jaén.

## Trayectoria
Francisca Hornos Mata inició su formación teórica en el Colegio Universitario de Jaén (1977) y en la Universidad de Granada (1982), vinculándose a diversas excavaciones de estos dos centros universitarios, como en la Plaza de Armas de Puente Tablas (Jaén), el Cerro de la Coronilla (Cazalilla, Jaén), la necrópolis Gil de Olid (Puente del Obispo, Jaén), las Motillas del Azuer (Daimiel, Ciudad Real), las Cañas (Ciudad Real) y Los Millares (Santa Fe de Mondújar/Gádor, Almería). 
A partir de 1985 su trabajo y formación se orientaron hacia la gestión cultural, primero de temas relacionados con el Patrimonio Arqueológico, después ampliando el campo al Patrimonio Histórico en sus distintas tipologías. Ha detentado cargos diversos desde la Delegación Provincial de Cultura de la Junta de Andalucía en Jaén, como Jefa del Departamento de Protección del Servicio de Bienes Culturales y desde el Patronato de la Alhambra y el Generalife, como Jefa del Servicio de Investigación y Difusión. 
Entre 2008 y 2024 fue la directora del Museo de Jaén, dirigiendo una nueva fase de apertura y difusión de esta institución a la sociedad giennense. Es la primera mujer que ha desempeñado este cargo.
Actualmente se vincula al Instituto Universitario de Arqueología Ibérica de la Universidad de Jaén. Sus trabajos publicados se orientan hacia dos temáticas principales: el patrimonio arqueológico y su gestión en Andalucía y las formas de representación de las mujeres en las diversas instituciones culturales.
Ha formado parte de Comisiones Asesoras a nivel provincial y regional, como la Comisión Provincial de Patrimonio de Jaén, la Comisión Andaluza de Museos y Comisión Técnica del Conjunto Monumental de la Alcazaba, Almería y ha sido presidenta de la Comisión Andaluza de Arqueología.

## Publicaciones destacadas
- Querol Fernández, Mª A. y Hornos Mata, F. (2015): "La representación de las mujeres en el nuevo Museo Arqueológico Nacional: comenzando por la Prehistoria".  Complutum,Vol. 26, Nº 2 (Ejemplar dedicado a: La museología entre la tradición y la posmodernidad): 231-238.
- Querol Fernández, Mª A. y Hornos Mata, F. (2011): "La representación de las mujeres en los modernos museos arqueológicos: estudio de cinco casos".Revista atlántica-mediterránea de prehistoria y arqueología social. ISSN 1138-9435, Nº 13, 2011, págs. 135-156.
- Risquez Cuenca, C.; Ggarcía Luque, A. y Hornos Mata, F.(2010): "Mujeres y mundo funerario en las necrópolis ibéricas". en La Dama de Baza: Un viaje femenino al más allá : actas del Encuentro Internacional Museo Arqueológico Nacional, 27 y 28 de noviembre de 2007 / Teresa Chapa (aut.), María Isabel Izquierdo Peraile (aut.), págs. 259-278
- Rísquez Cuenca, C. y Hornos Mata, F. (2005)."Mujeres iberas: un estado de la cuestión" en Arqueología y género. Coordinado por Margarita Sánchez Romero ISBN 84-338-3345-6, págs. 283-333.
- Hornos Mata, F.; Castro López, M.y Zafra de la Torre, N. (2003): "Sucesión y simultaneidad en un gran asentamiento: La cronología de la macro-aldea de Marroquíes Bajos, Jaén. c. 2500-2000 cal ANE..Trabajos de Prehistoria, Vol. 60, Nº 2, 2003, págs. 79-90
- Hornos Mata, F. y Risquez Cuenca, C. (2000). " Paseando por un museo y buscando el lugar de la mujer"Arqueología espacial, 1136-8195, Nº 22, 2000, págs. 175-186.
- Hornos Mata, F.; Castro López, M. y Zafra de la Torre, N. (1999): "Una macro-aldea en el origen del modo de vida campesino: Marroquíes Bajos (Jaén, Spain) c. 2500-2000 cal. ANE. Trabajos de prehistoria, 0082-5638, Vol. 56, Nº 1, 1999, págs. 77-102.
- Hornos Mata, F.; Castro López, M. y Zafra de la Torre, N. (1998): "El patrimonio arqueológico de la provincia de Jaén: Bases para un plan de uso y gestión . Arqueología y territorio medieval º 5, 1998, págs. 175-182.